# Amor Maldito
Amor Maldito é um filme brasileiro de 1984, dirigido por Adélia Sampaio. É o primeiro longa-metragem dirigido por uma mulher negra na história do cinema brasileiro.
Por causa do seu tema polêmico, foi rejeitado pela Embrafilme e pelo circuito exibidor. Entrou em cartaz em apenas oito cinemas de São Paulo, e ainda assim foi preciso que a cineasta aceitasse lançá-lo como uma pornochanchada.

## Sinopse
Baseado numa história real, o filme mostra a relação amorosa entre a executiva Fernanda (Monique Lafond) e a ex-miss Sueli (Wilma Dias). Reprimida pela sua família evangélica e conservadora, Sueli comete suicídio. Fernanda é acusada de responsável pela morte da companheira e julgada por um tribunal preconceituoso.

## Elenco
- Monique Lafond ...Fernanda Maia
- Wilma Dias   ...Sueli Oliveira Marins
- Emiliano Queiroz  ...Pastor Daniel Oliveira, pai de Sueli
- Neuza Amaral  ...Lídia, a manicure
- Tony Ferreira ...Advogado de defesa
- Vinícius Salvatori  ...Advogado de acusação
- Nildo Parente  ...Juiz
- Maria Letícia  ...Vera Oliveira
- Jalusa Barcellos  ...Ângela
- Julia Miranda  ...Aparecida Marins, mãe de Sueli
- Mário Petraglia  ...Jorge Accioly, o jornalista
- Isolda Cresta ...Testemunha/Vizinha do 506
- Catalina Bonaky ...Senhora na igreja e tribunal
- Marcus Vinicius ...Bicha
- Sergio Ascoli  ...Antônio, o síndico
- Octacílo Coutinho  ...Delegado